# Bonsucesso (Guarulhos)
Bonsucesso é um bairro administrativo do município de Guarulhos, em São Paulo, localizado no distrito de Jardim Presidente Dutra. Seus bairros limítrofes são Água Chata, Aracília, Lavras, Mato das Cobras, Morro Grande, Pimentas, Presidente Dutra e Sadokim, além de fazer divisa com o município de Arujá ao nordeste.
Segundo o Censo 2010, o bairro ocupa uma área de 20,83km² e possui 93.666 habitantes, sendo o segundo mais populoso de Guarulhos. Por conta de seu tamanho e localização, o bairro de Bonsucesso possui um perfil misto entre residencial, comercial, industrial e logístico. Nos locais próximos à Rodovia Presidente Dutra, o bairro, que assumia perfil industrial, está adquirindo um perfil logístico, devido à sua localização estratégica às margens da Rodovia Presidente Dutra e de Rodoanel Mário Covas. Já as áreas das vizinhanças de Vila Bonsucesso e Residencial Parque Cumbica - Inocoop são essencialmente residências de classes média baixa e média. Os demais bairros são mistos de áreas comercias e residenciais. O bairro possui um "apêndice" territorial no seu lado sul, por conta da divisão feita pela Rodovia Presidente Dutra. Esse apêndice é formado pelas vizinhanças Parque Alvorada, Parque Brasília, Jardim Silvestre e Jardim Albertina, que são popularmente acreditadas como sendo pertencentes ao bairro do Pimentas do que ao de Bonsucesso.

## História
Bonsucesso é uma das localidades mais antigas do município de Guarulhos. A história guarulhense mostra que no século XVI existiam apenas três núcleos de povoamentos no atual território, sendo eles a Igreja Matriz, no Centro; o bairro de Lavras, com intensa mineração de ouro; e a de Bonsucesso. Cabe ressaltar que nessa época (mais precisamente nos mapas da capitania de São Vicente) o território chamado de Bonsucesso compreendia todo o extremo leste e nordeste do município, indo da divisa com São Miguel Paulista até a Serra de Itaberaba, na divisa com Santa Isabel.
Por volta de 1670 foi erguida uma capela em homenagem a Nossa Senhora do Bonsucesso, no centro da região. Um vilarejo se desenvolveu ao redor desta capela, dando origem a Vila Nossa Senhora do Bonsucesso, ou, Bonsucesso Velho.

## Festividades
As Festas da Carpição e de Bonsucesso são as maiores e mais antigas festividades religiosas de Guarulhos. O primeiro registro dessas comemorações é datada de 1741, mas há quem acredite que sejam mais antigas.
A Festa da Carpição consiste na capinação de gramas ao redor da igreja de Bonsucesso, em um sistema de mutirão. Ela acontece nos três dias que antecedem o início da Festa do Bonsucesso. Existe a crença de que a terra que circunda a igreja seja milagrosa.
A Festa do Bonsucesso ocorre durante todo o mês de agosto, atraindo romeiros de todas as partes do Brasil, principalmente das áreas rurais de São Paulo e Minas Gerais. A festa é constituída de inúmeras missas, apresentações de artistas locais e bazares. Também há a peregrinação dos romeiros entre a Igreja Nossa Senhora do Bonsucesso até a capela de São Benedito, também localizada no mesmo bairro.

## Economia
A economia do bairro é diversificada, sendo que o mesmo aloca grande número de estabelecimentos comerciais, prestadoras de serviço e também estabelecimento agrícolas, como chácaras e sítios que comercializam os alimentos cultivados. Um dos sete subcentros comercias do município localiza-se no Bonsucesso, ao longo da Avenida Armando Bei.

## Subdivisões

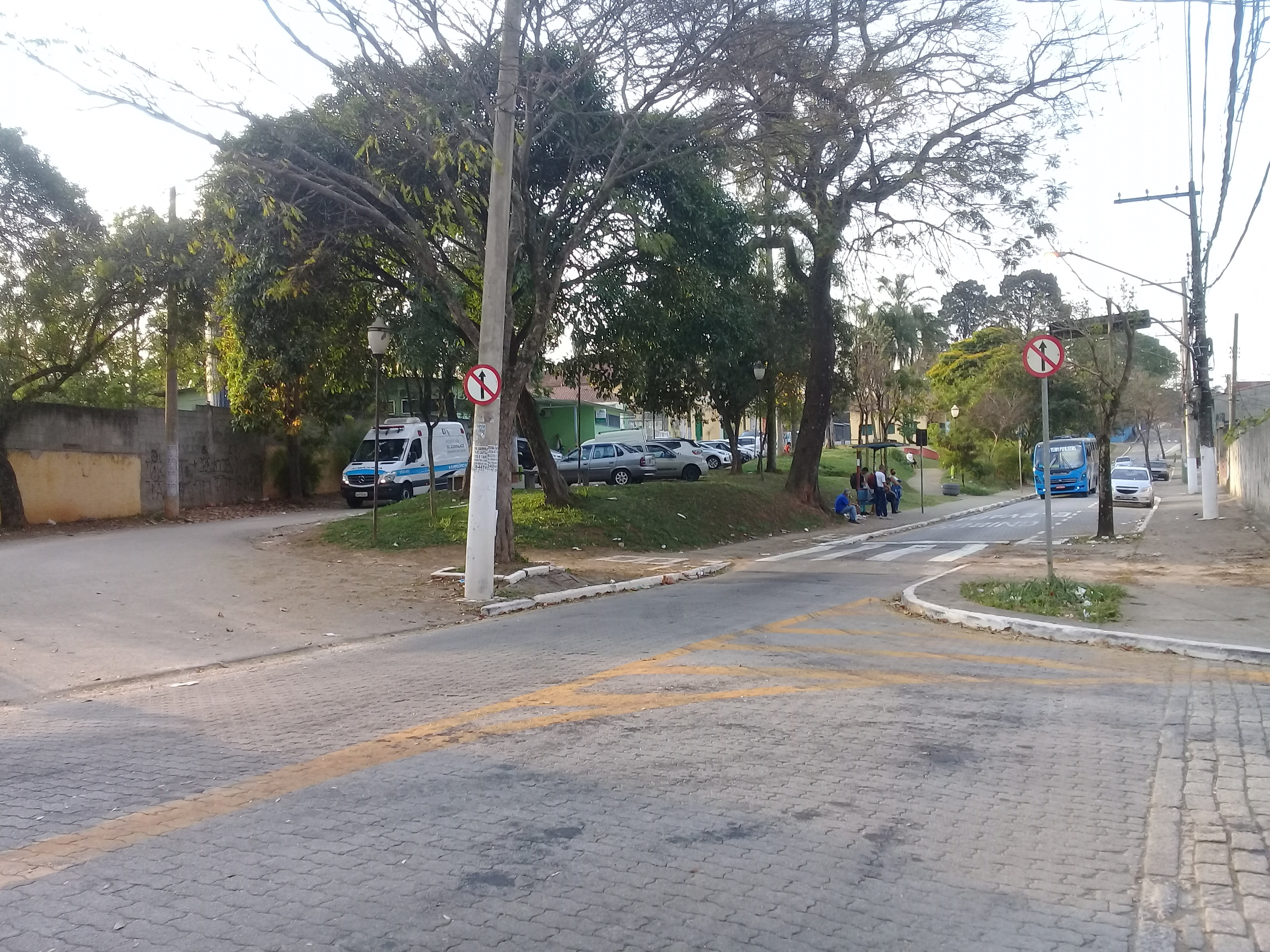
Praça Nossa Senhora do Bonsucesso, região mais antiga de Bonsucesso.

O bairro de Bonsucesso possui inúmeros loteamentos (vizinhanças), sendo os mais destacados:
- Vila Bonsucesso - Vizinhança mais antiga da região. Compreende todo o entorno da Igreja Nossa Senhora do Bonsucesso e da capela São Benedito. Situa-se no centro do bairro;
- Jardim Ponte Alta - Uma das maiores vizinhanças do distrito Jardim Presidente Dutra, de Guarulhos. Situa-se a noroeste do bairro, possui um teatro municipal e um Centro Educacional Unificado (CEU);
- Vila Carmela - Localiza-se no norte do bairro, sendo uma vizinhança em expansão, caracteriza-se por ter a Caixa Econômica Federal e o parque das Araucárias.
- Residencial Parque Cumbica – Inocoop - Loteamento planejado situado no oeste do bairro, na divisa com o bairro de Presidente Dutra;
- Vila Nova Bonsucesso - Maior vizinhança do bairro, situando-se no centro leste do mesmo, abriga o cemitério de Bonsucesso e o CEU Bonsucesso;
- Jardim Triunfo - Vizinhança de transição entre Vila Bonsucesso e Vila Nova Bonsucesso. Localiza-se no centro do bairro;
- Jardim Fátima - Situa-se às margens da Rodovia Presidente Dutra. Loteamento essencialmente industrial e de galpões de logística;
- Jardim Nossa Senhora de Aparecida - Vizinhança localizada às margens da Rodovia Presidente Dutra, no extremo sudeste do bairro. Caracterizado por inúmeras indústrias e de galpões de logística;;
- Jardim Hanna - Vizinhança residencial localizada a noroeste do bairro, na divisa com o bairro de Lavras. Apesar de estar dentro de Bonsucesso, pode ser acessada apenas através do bairro de Lavras.
- Jardim Campestre - Localiza-se no norte do bairro, na divisa com o bairro de Mato das Cobras;
- Cidade Parque Alvorada - Situa-se no sul do bairro, possuindo aspectos comercial e residencial;
- Cidade Parque Brasília - Situa-se no sul do bairro, possuindo aspectos comercial, residencial e industrial;
- Jardim Silvestre - Situa-se no sul do bairro, possuindo aspecto residencial;
- Jardim Albertina - Situa-se no sul do bairro possuindo aspecto residencial;

## Infraestrutura

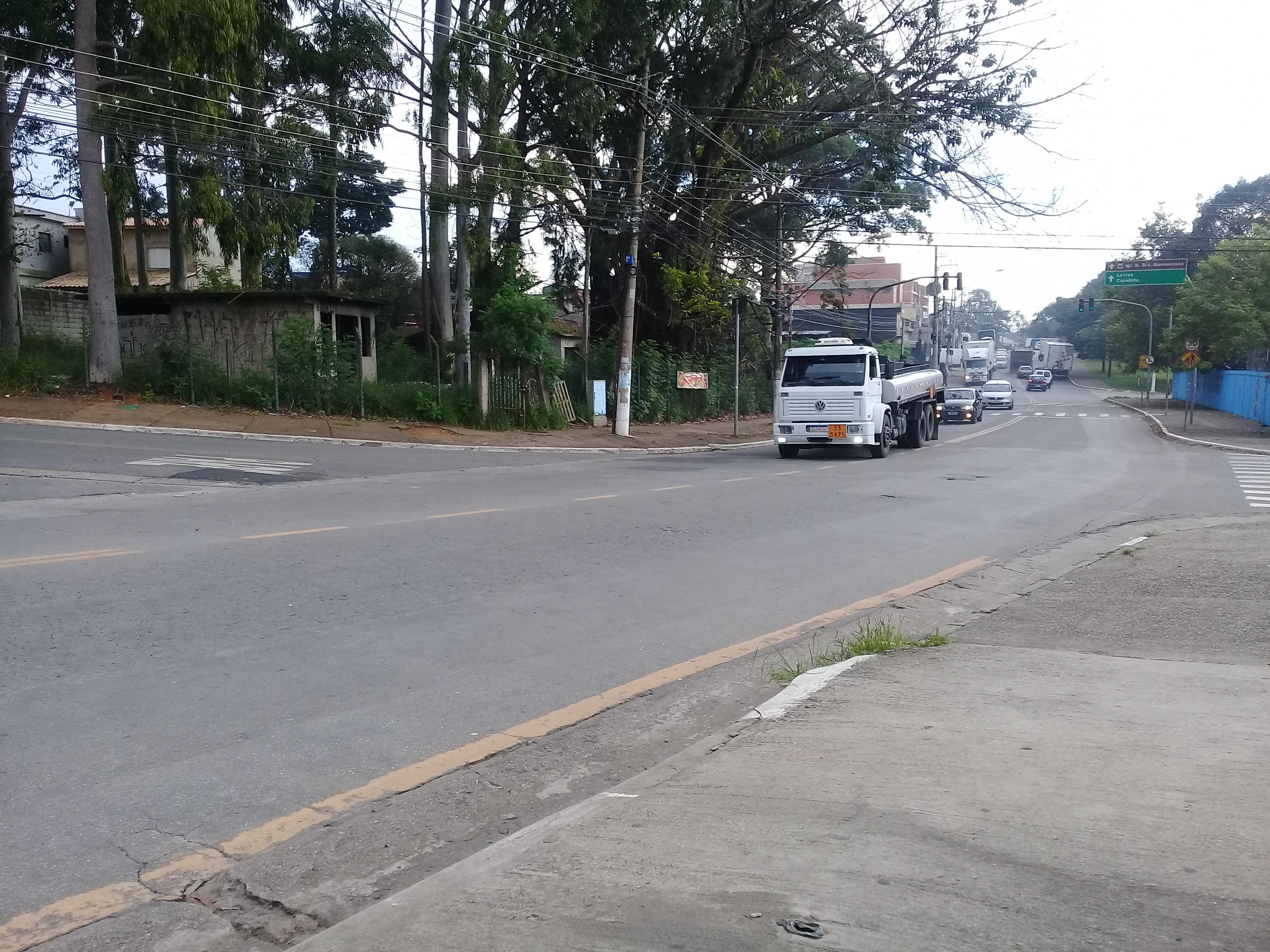
Avenida Armando Bei no bairro de Nova Bonsucesso.

Apesar de ser uma localidade antiga do município, o bairro ainda sofre com falta de infraestrutura urbana. Existe um grande número de moradias subnormais, vias sem pavimentação, sem iluminação e sem coleta de esgoto. Nos últimos anos, a administração municipal vem dando mais atenção para a região, mas ações ainda estão muito aquém do que necessita a região.
Recentemente, houve inúmeros lançamentos de imóveis residenciais na região, sendo alguns condomínios de casas e sobrados.

### Estrutura viária
Bonsucesso é cortado pela Rodovia Presidente Dutra, o que lhe garantiu grande presença de indústrias de vários portes e seguimentos. Além desta, o bairro é cortado pela Avenida Papa João Paulo I (faz ligação até Cumbica), que assume caráter industrial e logístico ao longo de Bonsucesso. Outro importante complexo viário do bairro é o Trevo de Bonsucesso, que faz o escoamento de veículos advindos dos vários bairros e municípios da região que desejam acessar a via Dutra em ambos os sentidos, atualmente, o trevo situa-se em estado de reconstrução, onde o mesmo terá seu trajeto viário totalmente reformulado facilitando o transito na região - [Em 2023, o término da reformulação do Trevo do Bonsucesso não é realidade - e o que já está construído já está defasado, visto o aumento das empresas de Logística que se instalaram na região]. O trevo é formado pelas avenidas Juscelino Kubitschek, Papa João Paulo I, Avenida Paschoal Thomeu e Estrada Água Chata.
Outras vias importantes são:
- Avenida Armando Bei - Principal via comercial da região;
- Avenida José Rangel Filho - Importante via comercial da vizinhança de Ponte Alta;
- Avenida Carmela Thomeu - Importante via comercial da vizinhança de Vila Carmela;
- Avenida Florestan Fernandes - Liga a Vila Bonsucesso a Jardim Ponte Alta;
- Avenida Acácio Antônio Batista - Liga o bairro de Bonsucesso até o bairro de Morro Grande.

### Saúde
O bairro conta com uma policlínica localizada na Vila Bonsucesso, e cinco Unidades Básicas de Saúde, estando situadas em Ponte Alta, Santa Paula, Vila Carmela, Nova Bonsucesso e Residencial – Inocoop, além de sediar o Centro de Zoonoses de Guarulhos em Jardim Triunfo, implantado na gestão de Elói Pietá.

### Perfil sócio econômico
Segundo o IPVS - Índice Paulista de Vulnerabilidade Social realizado pelo Seade, o bairro possui áreas onde o índice de vulnerabilidade varia entre os níveis três (vulnerabilidade baixa) e seis (vulnerabilidade muito alta), sendo as vizinhanças Parque Residencial Cumbica - Inocoop, Vila Carmela e Vila Bonsucesso os melhores pontuados.